# 烏拉級潛艇
烏拉級潛艇（210級潛艇）、為德國北海公司與挪威康斯堡公司聯合設計研發，委託在德國埃姆登生產製造，並於挪威皇家海軍服役的常規動力潛艇。
該型艦源於1972年、挪威皇家海軍（RNoN）計畫建立一支現代化潛艇部隊，以取代老舊的207型潛艇。烏拉級潛艇的設計，在本國（挪威）的康斯堡集團負責作戰系統及部分船體、壓力殼的製造，主動聲納採用德國的阿特拉斯電子公司所屬系統和被動聲納採用法國的湯姆遜系統；最後統籌於德國埃姆登的北海造船公司裝配完成。首艘於1989年完工服役。
2006-2008年，挪威皇家海軍對烏拉級潛艇作了部分性能升級，在安裝新的冷卻系統、電子戰支援措施和潛望鏡的升級、並獲得新的通訊設備（戰術數據鏈）與未來配置新的聲納系統；2012年由康士堡集團承包為潛艇換新的戰鬥系統，以確保烏拉級潛艇能維持最佳狀態在挪威海軍戰列內服役至2020年。同時挪威軍方決定不會讓烏拉級的服役年資超過35年，因為跨過該時限後潛艇的維護費會大為提高，缺少經濟效益。

## 同型艦

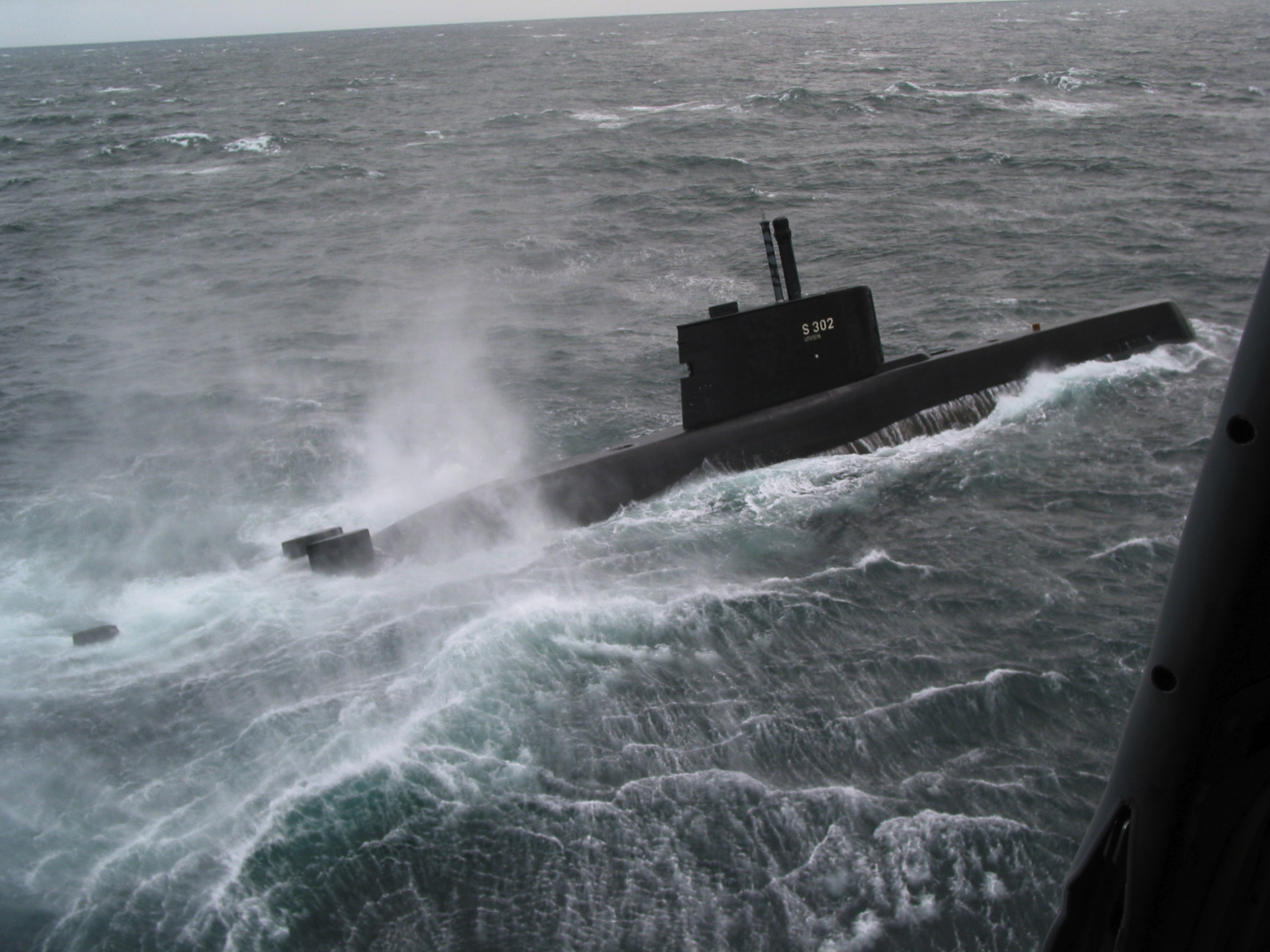
參予演習的烏特斯坦號（S-302），2003年

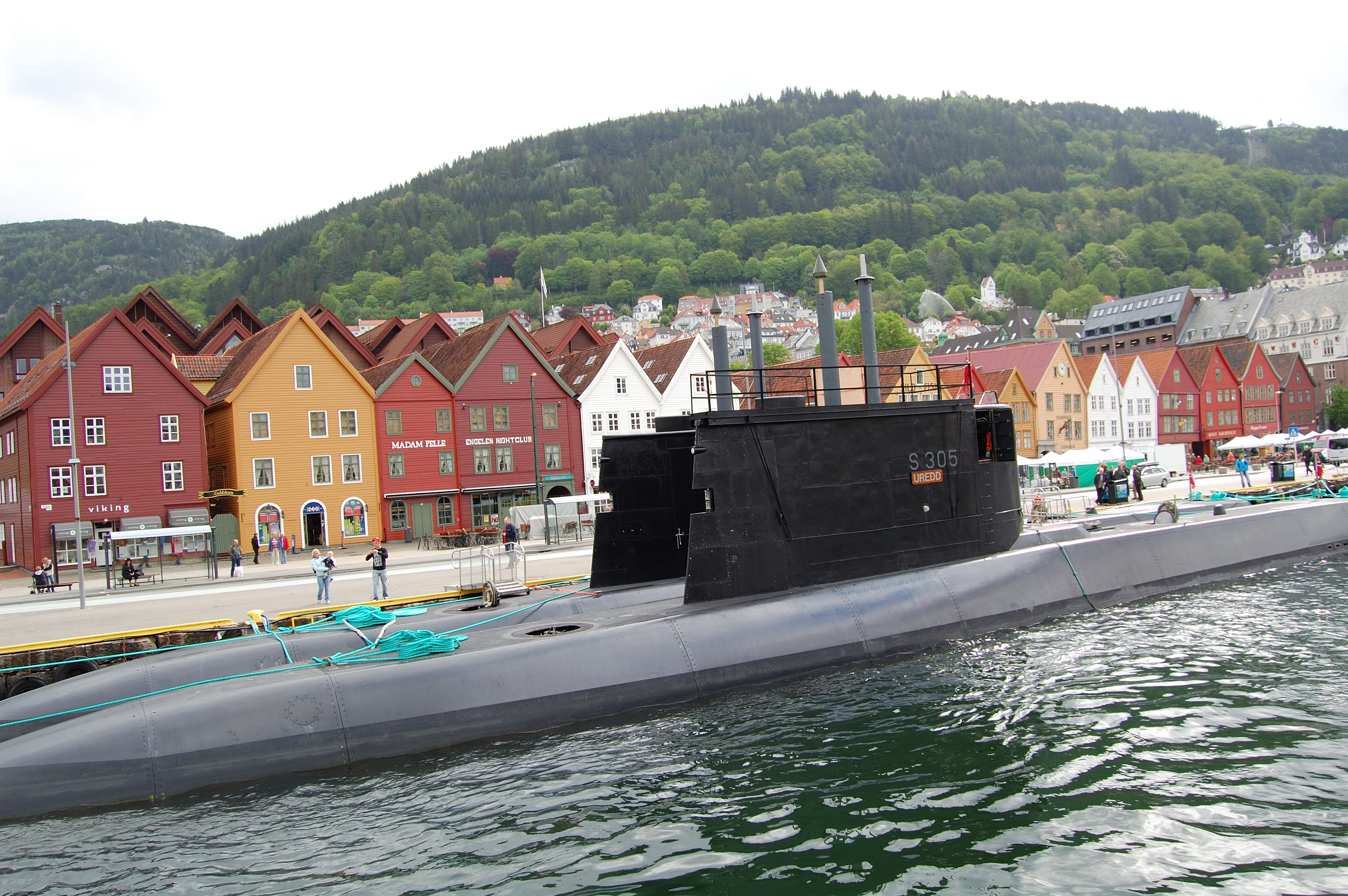
停泊在碼頭的挪威烏拉級潛艇，2009年

| 番號  | 艦名      | 竣工           | 服役           |
| ----- | --------- | -------------- | -------------- |
| S-300 | 烏拉號    | 1988年7月29日  | 1989年4月27日  |
| S-301 | 烏齊拉號  | 1991年11月21日 | 1992年4月30日  |
| S-302 | 烏特斯坦  | 1991年4月25日  | 1991年11月14日 |
| S-303 | 烏特瓦爾  | 1990年4月20日  | 1990年11月8日  |
| S-304 | 烏泰于格  | 1990年10月18日 | 1991年5月7日   |
| S-305 | KNM Uredd | 1989年9月22日  | 1990年5月3日   |

## 外部連結
- 烏拉級潛艇相關數據表 （页面存档备份，存于）
- 北海公司網頁-烏拉級潛艇相關資訊 （页面存档备份，存于）

1. ↑  . DefenseIndustryDaily.com. 6 December 2014  [2015]. （原始内容存档于2021-04-11）.